# Gran Premio motociclistico del Sudafrica 1983
Il Gran Premio motociclistico del Sudafrica 1983 fu il primo appuntamento del motomondiale 1983.
Si svolse il 19 marzo 1983 sul circuito di Kyalami e registrò nella classe 500 la vittoria di Freddie Spencer e di Jean-François Baldé nella classe 250.
È il primo Gran Premio del motomondiale che si corre in Africa. Per la prima volta in un Gran Premio del motomondiale corrono solo due classi.

## Classe 500

### Arrivati al traguardo
| Pos. | Nº | Pilota              | Squadra                   | Motocicletta | Giri | Tempo     | Griglia | Punti |
| ---- | -- | ------------------- | ------------------------- | ------------ | ---- | --------- | ------- | ----- |
| 1º   | 3  | Freddie Spencer     | Honda Racing Corporation  | Honda        | 30   | 43:58.500 | 1       | 15    |
| 2º   | 4  | Kenny Roberts       | Marlboro Team Agostini    | Yamaha       | 30   | +7.200    | 4       | 12    |
| 3º   |    | Ron Haslam          | Honda Racing Corporation  | Honda        | 30   | +13.300   | 5       | 10    |
| 4º   | 10 | Marc Fontan         | Sonauto Gauloises         | Yamaha       | 30   | +13.500   | 10      | 8     |
| 5º   | 6  | Randy Mamola        | HB Suzuki GP              | Suzuki       | 30   | +28.400   | 8       | 6     |
| 6º   | 1  | Franco Uncini       | HB Suzuki-Gallina         | Suzuki       | 30   | +37.700   | 7       | 5     |
| 7º   |    | Raymond Roche       |                           | Honda        | 30   | +41.500   | 12      | 4     |
| 8º   | 27 | Eddie Lawson        | Marlboro Team Agostini    | Yamaha       | 30   | +42.400   | 2       | 3     |
| 9º   | 5  | Marco Lucchinelli   | Honda Racing Corporation  | Honda        | 30   | +45.400   | 6       | 2     |
| 10º  | 7  | Barry Sheene        | Heron Team Suzuki         | Suzuki       | 30   | +1:08.300 | 13      | 1     |
| 11º  |    | Loris Reggiani      | HB Suzuki-Gallina         | Suzuki       | 30   | +1:09.700 | 18      |       |
| 12º  | 15 | Sergio Pellandini   | Carimati-Pezzani Racing   | Suzuki       | 30   | +1:13.800 | 16      |       |
| 13º  |    | Maurizio Massimiani | HIRT Italia               | Honda        | 29   | +1 giro   | 21      |       |
| 14º  |    | Fabio Biliotti      | Moto Club Condor          | Suzuki       | 29   | +1 giro   | 14      |       |
| 15º  |    | Virginio Ferrari    |                           | Cagiva       | 29   | +1 giro   | 19      |       |
| 16º  |    | Marco Greco         |                           | Suzuki       | 29   | +1 giro   | 20      |       |
| 17º  | 20 | Jon Ekerold         |                           | Cagiva       | 29   | +1 giro   | 27      |       |
| 18º  |    | Corrado Tuzii       | Beton Bloc Racing         | Honda        | 29   | +1 giro   | 23      |       |
| 19º  |    | Gary Lingham        | Myers Motorcycles         | Suzuki       | 29   | +1 giro   | 28      |       |
| 20º  |    | Steve Parrish       | Mitsui Yamaha             | Yamaha       | 29   | +1 giro   | 26      |       |
| 21º  |    | Alfons Amerschläger | Skoal Bandit Heron Suzuki | Suzuki       | 28   | +2 giri   | 29      |       |
| 22º  |    | Wolfgang Schwarz    | ES Motorradzubeh Racing   | Suzuki       | 28   | +2 giri   | 30      |       |

### Ritirati
| Nº | Pilota            | Squadra                  | Motocicletta | Giri | Griglia |
| -- | ----------------- | ------------------------ | ------------ | ---- | ------- |
|    | Takazumi Katayama | Honda Racing Corporation | Honda        | 26   | 3       |
|    | Gustav Reiner     |                          | Suzuki       | 15   | 22      |
|    | Chris Guy         |                          | Suzuki       | 10   | 15      |
| 12 | Boet van Dulmen   |                          | Suzuki       | 10   | 25      |
|    | Leandro Becheroni |                          | Suzuki       | 9    | 11      |
|    | Michel Frutschi   |                          | Honda        | 8    | 9       |
|    | Guido Paci        |                          | Honda        | 8    | 17      |

### Non partito
| Nº | Pilota              | Motocicletta | Griglia |
| -- | ------------------- | ------------ | ------- |
| 19 | Wolfgang von Muralt | Suzuki       | 24      |

### Non qualificati
| Pilota              | Motocicletta |
| ------------------- | ------------ |
| Børge Nielsen       | Suzuki       |
| Frank Kaserer       | Suzuki       |
| Jean-François Baldé | Honda        |
| Philippe Coulon     | Suzuki       |
| Andreas Hofmann     | Suzuki       |
| Walter Migliorati   | Suzuki       |
| Lorenzo Ghiselli    | Suzuki       |
| Bent Slydal         | Suzuki       |

## Classe 250

### Arrivati al traguardo
| Pos. | Pilota                 | Motocicletta      | Tempo     | Punti |
| ---- | ---------------------- | ----------------- | --------- | ----- |
| 1º   | Jean-François Baldé    | Chevallier-Yamaha | 43:27.200 | 15    |
| 2º   | Didier de Radiguès     | Chevallier-Yamaha | +0.500    | 12    |
| 3º   | Hervé Guilleux         | Kawasaki          | +0.500    | 10    |
| 4º   | Patrick Fernandez      | Bartol            | +10.700   | 8     |
| 5º   | Jacques Cornu          | Yamaha            | +11.200   | 6     |
| 6º   | Manfred Herweh         | Real-Rotax        | +11.200   | 5     |
| 7º   | Carlos Lavado          | Yamaha            | +18.400   | 4     |
| 8º   | Martin Wimmer          | Yamaha            | +20.000   | 3     |
| 9º   | Thierry Rapicault      | Yamaha            | +20.100   | 2     |
| 10º  | Ivan Palazzese         | Yamaha            | +23.700   | 1     |
| 11º  | Thierry Espié          | Chevallier-Yamaha | +46.000   |       |
| 12º  | Roland Freymond        | Armstrong-Rotax   | +55.100   |       |
| 13º  | Jean-Louis Guignabodet | Yamaha            | +55.100   |       |
| 14º  | Jimmy Rodger           | Yamaha            | +55.800   |       |
| 15º  | Sito Pons              | Kobas-Rotax       | +1:13.600 |       |
| 16º  | Tony Head              | Armstrong-Rotax   | +1:14.000 |       |
| 17º  | Christian Estrosi      | Pernod            |           |       |
| 18º  | Paolo Ferretti         | MBA               | +1:18.000 |       |
| 19º  | Robby Petersen         | Yamaha            | +1:31.100 |       |
| 20º  | Kevin Hellyer          | Yamaha            | +1:36.600 |       |
| 21º  | Warren Bristol         | Yamaha            | +1 giro   |       |
| 22º  | Massimo Broccoli       | Yamaha            | +1 giro   |       |
| 23º  | Leonard Alan Dibon     | Yamaha            | +1 giro   |       |
| 24º  | Danny Bristol          | Yamaha            | +2 giri   |       |
| 25º  | Mike Crawford          | Armstrong         | +2 giri   |       |

### Ritirati
| Pilota                | Motocicletta |
| --------------------- | ------------ |
| Alan Carter           | Yamaha       |
| Christian Sarron      | Yamaha       |
| Dave Petersen         | Rotax        |
| Mario Rademeyer       | Yamaha       |
| Richard Antony Porter | Rotax        |
| Jacques Bolle         | Yamaha       |
| Jean-Louis Tournadre  | Yamaha       |
| Carlos Cardús         | Kobas-Rotax  |
| Alan North            | Yamaha       |
| Bernard Fau           | Yamaha       |
| Robert Larney         | Rotax        |